# Pomnik Harcerski w Ostrzeszowie
Pomnik Harcerski w Ostrzeszowie – pomnik ku czci harcerzy ostrzeszowskich poległych w walkach o niepodległość Polski, powstały z inicjatywy Komendy Hufca Związku Harcerstwa Polskiego Ostrzeszów im. Szarych Szeregów i Rady Przyjaciół Harcerzy przy komendzie tego hufca. Został odsłonięty 26 sierpnia 1984, podczas uroczystości jubileuszu 70-lecia harcerstwa na ziemi ostrzeszowskiej. Usytuowany jest na skrzyżowaniu ulicy Zamkowej z ulicą Armii Krajowej, naprzeciw Ostrzeszowskiego Domu Kultury. Autorem wstępnej koncepcji projektowej był Grzegorz Kupczyk, natomiast projektu i wykonania rzeźby, oprawy artystyczno-plastycznej pomnika i terenu był Krzysztof Nitsch. 

## Opis
Pomnik stanowi kurhan, na którego szczycie znajduje się odlana z brązu lilijka harcerska mierząca 2,8 metra. Przed kurhanem znajduje się misa zniczowa ozdobiona herbem Ostrzeszowa, Znakiem Polski Walczącej i dwoma datami: 1914 (początki harcerstwa na ziemiach polskich) i 1984. Lilijkę i misę wykonano w Gliwickich Zakładach Urządzeń Technicznych. Między kurhanem a zniczem znajduje się nisza przykryta płytą granitową, do której przytwierdzono krzyż harcerski odlany z brązu przez pracownię Wydziału Rzeźby Akademii Sztuk Pięknych im. Jana Matejki w Krakowie. W niszy umieszczono urny z pobraną ziemią z miejsc walki i straceń harcerzy ostrzeszowskich. Ponadto na pomniku widnieją pierwsze słowa hymnu harcerskiego: Wszystko co nasze Polsce oddamy. Wokół pomnika znajdują się skarpy, wyłożone z czerwonego piaskowca przywiezionego z okolic Kielc. Na kamieniach znajdują się napisy odlane z brązu, zawierające nazwy miejsc walk i śmierci ostrzeszowskich harcerzy: „Powstanie Wielkopolskie”, „Wrzesień 1939”, „Katyń”, „Monte Cassino”, „Powstanie Warszawskie” i „Obozy Koncentracyjne”.